# 426 př. n. l.

## Hlava státu
- Perská říše – Artaxerxés I. (465 – 424 př. n. l.)
- Egypt – Artaxerxés I. (465 – 424 př. n. l.)
- Bosporská říše – Satyrus (433 – 389 př. n. l.)
- Sparta – Pleistonax (458 – 409 př. n. l.) a Ágis II. (427 – 399 př. n. l.)
- Athény – Eucles (427 – 426 př. n. l.) » Euthynus (426 – 425 př. n. l.)
- Makedonie – Perdikkás II. (448 – 413 př. n. l.)
- Epirus – Tharrhypas (430 – 392 př. n. l.)
- Odryská Thrácie – Sitalces (431 – 424 př. n. l.)
- Římská republika – konzulové T. Quinctius Pennus Cincinnatus, M. Postumius Albinus Regillensis, C. Furius Pacilus Fusus a A. Cornelius Cossus (426 př. n. l.)
- Kartágo – Hannibal Mago (440 – 406 př. n. l.)